# Salon, Dordogne
Salon är en kommun i departementet Dordogne i regionen Nouvelle-Aquitaine i sydvästra Frankrike. Kommunen ligger i kantonen Vergt som tillhör arrondissementet Périgueux. År 2022 hade Salon 275 invånare.

## Befolkningsutveckling
Antalet invånare i kommunen Salon
Referens:INSEE